# 黎淳

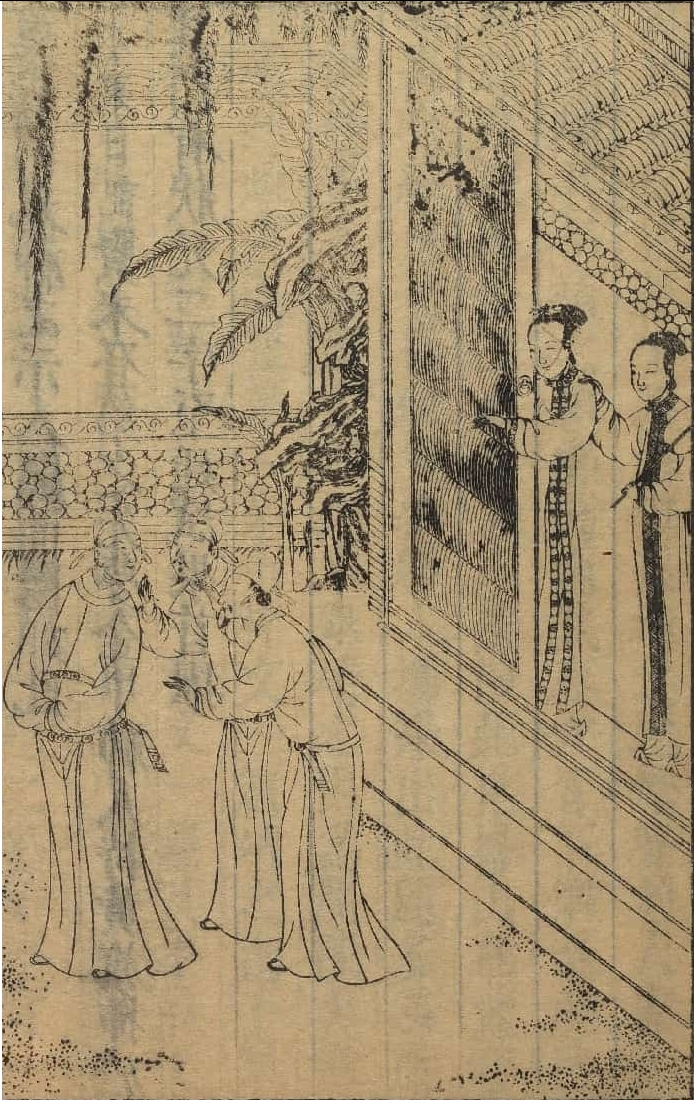
黎淳

黎 淳（れい じゅん、1423年 - 1492年）は、明代の官僚。字は太樸、号は樸庵。本貫は岳州府華容県。

## 生涯
1423年（永楽21年）10月29日、黎斌の子として生まれた。1457年（天順元年）、進士に首席で及第し、翰林院修撰に任じられた。1461年（天順5年）、『大明一統志』の編纂に参加した。1463年（天順7年）、礼部会試の考官をつとめた。1465年（成化元年）、成化帝の御前で経学を講義した。1466年（成化2年）、左春坊左諭徳に進んだ。1467年（成化3年）、『英宗実録』の編纂に参加した。完成すると、左庶子に進んだ。12月、高瑤が景泰帝に廟号を贈るよう請願した。黎淳はこれに反対して、成化帝が皇太子位を廃されたことを取り上げて景泰帝を非難した。成化帝は黎淳を叱責した。1477年（成化13年）、黎淳は『続通鑑綱目』の編纂に参加した。完成すると、少詹事・兼侍読学士に進んだ。1478年（成化14年）、吏部右侍郎に抜擢された。1486年（成化22年）、南京吏部右侍郎に転じた。1487年（成化23年）、南京吏部左侍郎に進んだ。弘治帝が即位すると、黎淳は南京工部尚書に抜擢された。1488年（弘治元年）、南京礼部尚書に転じた。1491年（弘治4年）、致仕を願い出て許された。1492年（弘治5年）4月18日、死去した。享年は70。著書に『龍峰集』13巻・『国朝試録』640巻があった。諡は文僖といった。